# Jane Fredlund
Jane Eva Blomberg-Fredlund, född Blomberg 21 januari 1934, är en svensk antikvitetstexpert, journalist och författare. Hon har skrivit över 30 böcker om antikviteter och formgivning.

## Biografi
Jane Fredlund är fil. kand. i konsthistoria, etnologi och etnografi. Hon var barnboksrecensent i Svenska Dagbladet omkring 1955–1970, medverkade från 1965 i Femina, ICA-kuriren, Saxons Veckotidning, Året Runt, Hemmets Veckotidning med fler vecko- och månadstidningar. Från tidskriften Antik & Auktions grundande 1975 var hon en av dess flitigaste skribenter.
År 2005 mottog hon Arturpriset om 50 000 kronor för att ha " ökat allmänhetens intresse och medvetande om det svenska kulturarvet."
Jane Fredlund är dotter till skulptören Stig Blomberg och journalisten Ven Nyberg, verksam vid Svenska Dagbladet 1922–1963. En morbror var H.S. Nyberg. Fredlund, som gifte sig 1961 med mediekonsulten Göran Fredlund, är bosatt i Stocksund i Danderyds kommun.